# 不可否認
不可否認（Non-repudiation）是指某一資料的作者無法否認資料是由他所作，或是無法否認相關契约的合法性。此用語也用在法律上，多半會出現在某簽名的真實性被質疑的情境。
假設，小明有支票簿，用二萬元的支票買了電腦，並且在支票上簽名。之後小明因為付不起二萬元，就聲稱支票是假的。支票上的簽名可以確保這支票是小明所開的，所以銀行需要付二萬元，這就是不可否認的例子：小明不能否認他開了這張支票。在實務上，要偽造在紙寫的的簽名，其實不難，但是要偽造數位簽章的難度就很高了。

## 安全相關
一般而言，「不可否認」會建立行為和唯一個體的關係。例如安全區域需要使用門禁卡系統，若門禁卡遺失或是被偷，又沒有即時回報，就無法達到「不可否認」。電腦帳號的所有人也需要保護其帳號，不允許其他人以其帳號使用電腦（例如公開密碼），必須建立資安政策來強化這些規定。

### 數位信息安全
在信息安全上，不可否認是指：
- 可以證實数据完整性和信息鉴定的服務
- 有高可信度的身份認證。

在上述的要求中，證實数据完整性是最簡單可以實現的。像是SHA-2之類的資料散列函數可以確保資料若有更改，會被監測到。即使如此，仍有可能修改傳輸中的資料（可能透過中间人攻击或钓鱼式攻击）。因此，最好是在接收者已有一些訊息必要驗證資料的情形下確認数据完整性，例如相互認證。
在數位通訊或儲存的領域中，最常見提供不可否認特性的是數位簽章，可以用公開可驗證的方式來確認不可否認性。訊息鑑別碼（MAC）在傳收和接收雙方已約定使用共享秘密時很有效，但無法提供不可否認性。有一種常見的誤解是「若訊息可以正確的解密，即可確認其真實性」。其實不然，有許多可以攻擊訊息鑑別碼的方式，例如message reordering, block substitution, block repetition, ....。訊息鑑別碼可以確認数据完整性以及真實性，但沒有不可否認性。若要達到不可否認性，需要信賴一個服務（由稱為證書頒發機構 (CA) 的受信任第三方 (TTP) 生成的證書）來避免某一方否認之前的行為（例如將A信息送給B）。訊息鑑別碼和數位簽章不同，訊息鑑別碼使用對稱式加密，數位簽章使用CA提供的非對稱式密鑰。其使用的目的不是為了加密。在訊息鑑別碼或數位簽章中，會在明文後再加上一些資料。若也需要加密，加密架構可以和數位簽章一起進行，或是使用其他的认证加密技術。驗證數位來源代表驗證資料或是簽章資料是來自證書頒發機構頒給私鑰的一方。若用來簽章的私鑰沒有妥善保管，就會有數位偽造。

## 外部連結
- "Non-repudiation in Electronic Commerce" (Jianying Zhou), Artech House, 2001 （页面存档备份，存于）
- 'Non-repudiation' taken from Stephen Mason, Electronic Signatures in Law (3rd edn, Cambridge University Press, 2012) （页面存档备份，存于）
- 'Non-repudiation' in the legal context in Stephen Mason, Electronic Signatures in Law (4th edn, Institute of Advanced Legal Studies for the SAS Humanities Digital Library, School of Advanced Study, University of London, 2016) now open source （页面存档备份，存于）